# Крістобаль де Кастільєхо
Крістобаль де Кастільєхо (ісп. Cristóbal de Castillejo ; 1491, Сьюдад-Родриго — 12 червня 1556, Відень) — іспанський поет.

## З біографії
У 15 років його прийняли при дворі Фердинанда II, де він служив пажем і секретарем ерцгерцога Фердинанда, молодшого брата Карла V. Жив у цистерціанському монастирі Святого Мартіна. У 1525 році повернувся на службу до колишнього господаря, який в 1526 році став королем Угорщини. Багато подорожував Європою. Залишаючись ченцем, провадив розкутий спосіб життя у Відні, де в нього народилася дитина. Помер у монастирі у Відні. Похований у Вінер-Нойштадт.

## Творчість
Сучасник Гарсіласо де Ла Вегі та Хуана Боскана. Прихильник традиційних форм іспанської поезії та критик італійського впливу в іспанській поезії. Автор сатиричного твору «Петраркісти», перекладач Катулла.

## Твори
- поеми Sa vida de Corte, Dialogo entre el su pluma, Dialogo entre la veritat y la Lisonja, Historia de los dos leales amadores Piramo y Tisbe, Sermon de amores
- драма La Forsa de la Costanza